# Syncoilin
Syncoilin‏ (Syncoilin) هوَ بروتين يُشَفر بواسطة جين Syncoilin في الإنسان.